# 브레인스톰 (1983년 영화)
브레인스톰(Brainstorm)은 미국에서 제작된 더글러스 트럼블 감독의 1983년 SF, 스릴러 영화이다. 크리스토퍼 월켄 등이 주연으로 출연하였고 더글러스 트럼블 등이 제작에 참여하였다.

## 출연

### 주연
- 크리스토퍼 월켄
- 나탈리 우드

### 조연
- 루이즈 플레쳐
- 클리프 로버트슨
- 조던 크리스토퍼
- 도널드 호튼
- 알란 퍼지

## 제작진
- Ass-PD: 리처드 유리치
- 미술: 존 벌론
- 의상: 돈펠드
- 배역: 토니 하워드
- 배역: 린 스터마스터

## 같이 보기
- 증강 현실
- 가상 현실